# Mountain View House
El Mountain View Grand Resort & Spa – anteriormente llamada Mountain View House – es un gran hotel histórico en 101 Mountain View Road en Whitefield, New Hampshire, Estados Unidos, con reclamos que datan de 1865.
Es miembro de Historic Hotels of America, el programa oficial del National Trust for Historic Preservation.
Según los informes, creció a partir de una granja, que agregó una casa de huéspedes. En referencia a eso, el complejo actual incluye una granja con pollos, ovejas, cabras y ganado de las Highlands escocesas.
Afirma tener el ascensor en funcionamiento más antiguo del estado de New Hampshire.

## Historia

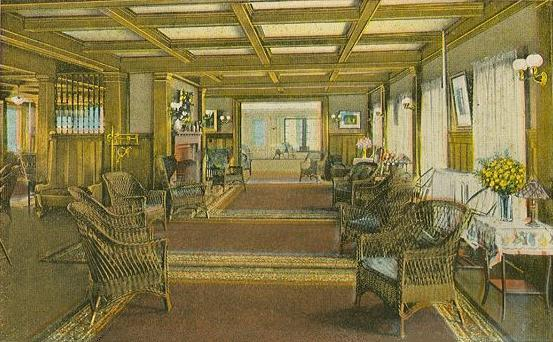
El vestíbulo c. 1915

Después de la Guerra Civil, el turismo se hizo popular en las Montañas Blancas, especialmente con la llegada del ferrocarril. En 1865, William y Mary Dodge aceptaron por primera vez huéspedes en su hogar. En 1866, la pareja abrió oficialmente una posada llamada Mountain View House. A lo largo de los años, se construyeron varias adiciones, que en 1884 podían albergar a más de 100 invitados. Las instalaciones se ampliaron considerablemente para albergar a más de 200 invitados en 1911 y 1912, cuando se añadió a la fachada la icónica torre del mirador.
Como miembro establecido de los resorts de élite de White Mountain, los Dodge continuaron expandiéndose y mejorando "The View", como se le llamó, incluso casi duplicando la capacidad del hotel a 300 camas y asientos para 450 en el comedor. Se agregaron instalaciones deportivas y de conferencias, y el terreno se amplió a más de 3000 acres (1214,1 ha).
Permaneció en manos de la familia hasta que se vendió en 1979, lo que dio lugar a la afirmación de ser "el complejo turístico más antiguo de los EE. UU. que pertenece y es operado por la misma familia que vive en la misma propiedad".
Pero los nuevos propietarios no tuvieron éxito; cerró en 1986 después de 122 temporadas y entró en ejecución hipotecaria, y el banco subastó los muebles en 1989.

## Reurbanización
Después de estar en manos de inversores, pero nunca reabierto hasta 1998, Kevin Craffey, un contratista general de Duxbury, Massachusetts, compró el hotel vacante por $1,3 millones, incluidos 360 acres (145,7 ha), un campo de golf de 9 hoyos, casa club y salón de conferencias. Después de una extensa renovación de $ 20 millones, con la adición de una nueva cocina de hotel, spa, canchas de tenis, consolidación de 141 habitaciones, paisajismo y comodidades actualizadas, el hotel reabrió el 22 de mayo de 2002 como Mountain View Grand Resort & Spa. En 2005, el hotel y sus 4,000 acres circundantes fueron comprados por American Financial Group, una sociedad de cartera que posee varios otros hoteles de lujo históricos en otros cuatro estados de EE. UU.
Se agregó al Registro Nacional de Lugares Históricos en 2004. 
Es un socio de energía verde de la EPA y obtiene toda su energía eléctrica a través de la instalación de un 121 pies (36,9 m) aerogenerador contiguo al hotel ya través de la compra de certificados de energía renovable. El complejo fue nombrado "Campeón Ambiental" por el Departamento de Servicios Ambientales de New Hampshire y la Asociación de Restaurantes y Alojamiento de NH.

## Controversia
En 2004, un año después de negar vehementemente haber actuado mal, el Sr. Craffey se declaró culpable de delitos ambientales, derivados de la remoción y eliminación inadecuadas de asbesto durante las renovaciones, y fue sentenciado a dos años de detención, todos menos dos meses de los cuales fueron suspendidos. También acordó pagar más de $230,000 en multas y restitución y 150 horas de servicio comunitario.
Los subcontratistas de la renovación presentaron gravámenes por $765,000 sobre la propiedad, alegando que no se les había pagado.